# Новоурусовка
Новоурусовка (рос. Новоурусовка) — село у Красноярському районі Астраханської області Російської Федерації.
Населення становить 1189 осіб. Входить до складу муніципального утворення Бузанська сільрада.

## Історія
Населений пункт розташований на території українського етнічного та культурного краю Жовтий Клин. Від 1925 року належить до Красноярського району.
Згідно із законом від 6 серпня 2004 року органом місцевого самоврядування є Бузанська сільрада.

## Населення
| 2002 | 2010  | 2011  | 2012  | 2013  |
| ---- | ----- | ----- | ----- | ----- |
| 1088 | ↗1145 | ↘1129 | ↗1148 | ↗1189 |